# Телешевский, Михаил Захарович
Михаил Захарович Телешевский (1915 — 7 мая 1943) — заместитель командира эскадрильи 148-го истребительного авиационного полка, капитан. Герой Советского Союза.

## Биография
Родился в 1915 году в селе Волчья Балка. Украинец. Окончив 8 классов, работал в колхозе комбайнёром.
В Красной армии с 1940 года. Окончил Чугуевское военное авиационное училище в 1941 году. К началу Великой Отечественной войны служил лётчиком 148-го истребительного авиационного полка 6-й смешанной авиационной дивизии в городе Лиепая. С первых дней войны участвовал в боевых действиях. В августе 1941 года полк был переформирован, включён в состав 4-й резервной авиационной группы и с сентября того же года вёл бои на Брянском и Юго-Западном фронтах.
М. З. Телешевский выполнял боевые задания по штурмовке наземных сил, сопровождению бомбардировщиков, ведению разведки сил противника в ходе боёв по отражению вражеского наступления на севском и харьковском направлениях.
23 сентября 1941 года во время штурмовки аэродрома Полтава лейтенант Телешевский уничтожил на земле один вражеский самолёт и подавил огонь зенитно-артиллерийской точки. При выполнении другого задания самолёт Телешевского был подбит и загорелся. Лётчик сумел перетянуть через линию фронта, получив при этом ожоги лица, и выпрыгнул из парашюта. Вернулся в свой полк.
К декабрю 1941 года лейтенант Телешевский уже был командиром звена и за 39 успешных боевых вылета получил свою первую награду — орден Красного Знамени.
Первый вражеский самолёт М. З. Телешевский сбил 23 февраля 1942 года в районе посёлка Кузьминка.
С июня 1942 года в составе 269-й истребительной авиационной дивизии, а с октября того же года — 289-й штурмовой авиационной дивизии 8-й воздушной армии участвовал в Сталинградской битве. Выполняя задания, довёл свой личный счёт до пяти сбитых самолётов противника, за что был награждён вторым орденом Красного Знамени.
В марте 1943 года полк, в котором служил Телешевский, вошёл в состав 287-й истребительной авиационной дивизии 4-й воздушной армии и был переброшен на Южный, а в апреле — на Северо-Кавказский фронт.
7 мая 1943 года при выполнении боевого задания по прикрытию наземных войск в районе станицы Крымская М. З. Телешевский сбил вражеский самолёт, но и сам был подбит. Не вернулся с боевого задания.
Заместитель командира эскадрильи капитан Телешевский совершил 146 боевых вылетов, из них на штурмовку наземных целей −16, на сопровождение бомбардировщиков — 59, на разведку — 13, на прикрытие наземных войск — 58, провёл 28 воздушных боёв, в которых лично сбил 10 и в группе 4 самолёта противника.
Указом Президиума Верховного Совета СССР от 24 августа 1943 года за образцовое выполнение заданий командования и проявленные при этом мужество и героизм, капитану Телешевскому Михаилу Захаровичу присвоено звание Героя Советского Союза посмертно.
Награждён орденом Ленина, двумя орденами Красного Знамени, орденом Отечественной войны 1-й степени.